# STS-51-F
A STS-51-F foi a décima nona missão a utilizar um ônibus espacial e a oitava missão da nave Challenger, que realizou experiências científicas em órbita com o Spacelab 2.

## Tripulação
| Posição                  | Astronautas       |
| ------------------------ | ----------------- |
| Comandante               | Gordon Fullerton  |
| Piloto                   | Roy Bridges       |
| Especialista de missão 1 | Story Musgrave    |
| Especialista de missão 2 | Karl Henize       |
| Especialista de missão 3 | Anthony England   |
| Especialista de carga 1  | Loren Acton       |
| Especialista de carga 2  | John-David Bartoe |

## Hora de acordar
- 2° Dia: Espigas y Amapolas, de Manolo Escobar (segunda canção não-inglesa no espaço.)
- 3° Dia: I Left My Heart in San Francisco, de Tony Bennett.
- 4° Dia: The Promise, de Miriam Makeba.
- 5° Dia: I'm So Bored with the USA, da banda The Crash.
- 6° Dia: Smooth Operator, de Sade Adu.
- 7° Dia: Hey Go!, de Spike Jones.
- 8° Dia: Honey Don't, da banda The Beatles.

## Principais fatos
A carga primária era composta pelo Spacelab-2. Apesar da abortagem em órbita, que requereu o replanejamento da missão, esta foi declarada como um sucesso. Uma parte especial do sistema modular Spacelab, o Igloo, localizado na cabeça do vagão com três compartimentos, proveu suporte para os instrumentos montados. O objetivo primário da missão era verificar o desempenho dos sistemas do Spacelab, determinar as capacidades da interface do orbitador e medir o ambiente criado pela nave espacial. Os experimentos incluíam ciências biológicas, física do plasma, astronomia, astrofísica de alta energia, física solar, física atmosférica e outras pesquisas tecnológicas.
O voo marcou a primeira vez em que o Sistema de Instrumentos de Apontamento ESA (IPS) foi testado em órbita. Este instrumento de apontamento único foi desenvolvido com a precisão de um arco-segundo. Inicialmente, alguns problemas foram encontrados quando ele recebeu o comando de seguir o Sol, porém uma série de ajustes no software foram feitos e o problema foi corrigido.
A carga com a maior publicidade a bordo provavelmente era a Carbonated Beverage Dispenser Evaluation, um experimento onde ambas a Coca-Cola e a Pepsi tentaram tornar suas bebidas avaliáveis para os astronautas. Ambas soltaram gás em excesso em condições de microgravidade.

## Lançamento
Ocorreu em 29 de Julho de 1985 às 5:00:00 p.m. EDT. A contagem em 12 de Julho parou em T-3 segundos após uma ignição do motor principal, quando um mal funcionamento da válvula de resfriamento do motor (SSME) número dois do ônibus espacial, causou o desligamento dos três motores principais. O lançamento em 29 de Julho atrasou em uma hora e 37 minutos devido a um problema com os uplink de update da mesa de manutenção. Com cinco minutos e 45 segundos de subida, o motor número um desligou-se prematuramente, resultando numa trajetória Abort To Orbit (ATO).

## Aterrissagem
Ocorreu em 6 de Agosto de 1985 às 12:45:26 p.m. PDT na Runway 23 no Edwards Air Force Base, Califórnia. Distância de rolagem: 8,569 pés (2.612 km). Tempo de rolagem: 55 seconds. A missão estendeu-se por 17 revoluções para atividades extras com a carga devido ao abort-to-orbit. O veículo retornou ao KSC em 11 de Agosto, 1985.

## Insignia da missão

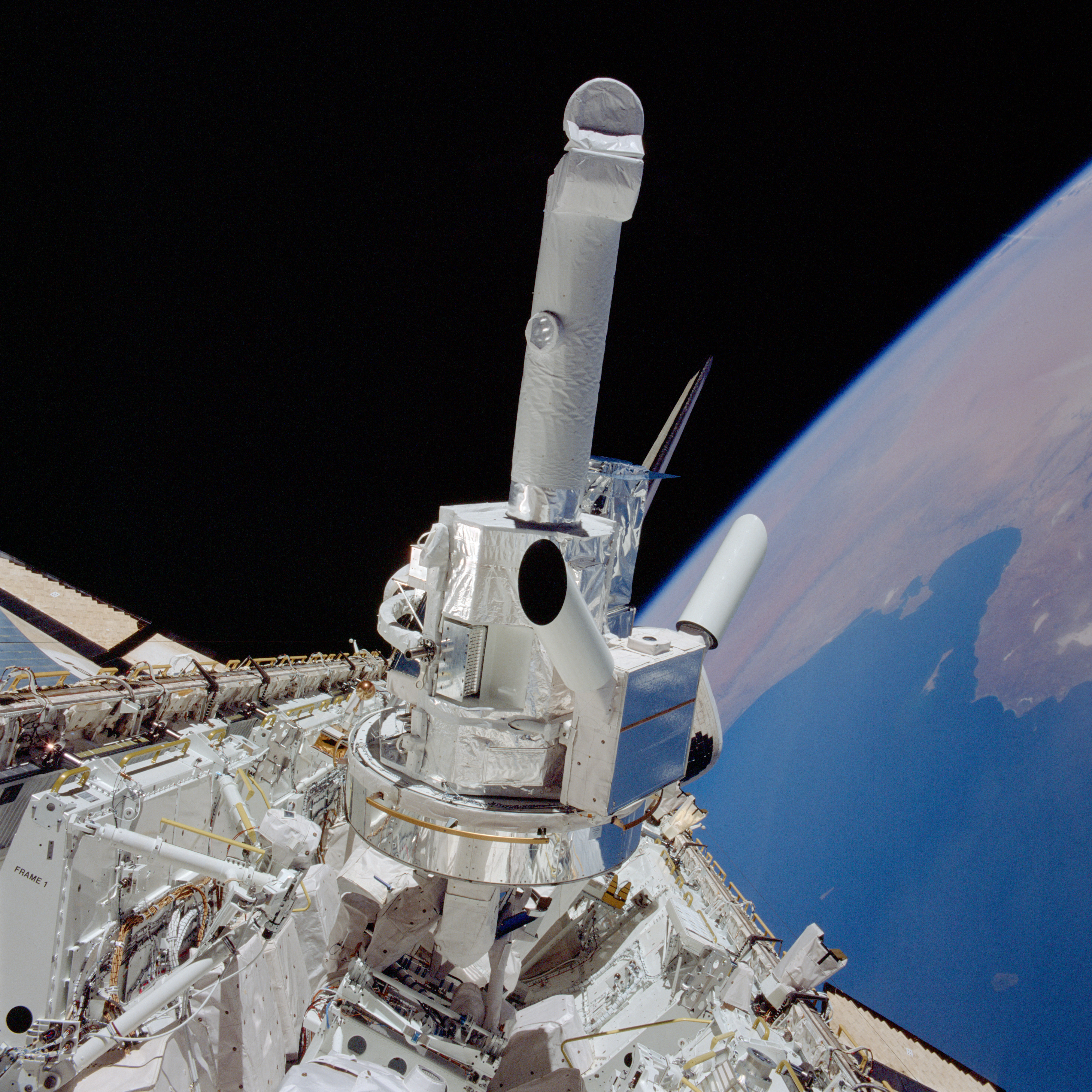
Vista do palete Spacelab 2 no compartimento de carga aberto. O telescópio solar no Instrument Pointing System (IPS) está totalmente implantado. O Telescópio e Espectrógrafo Solar UV de alta resolução também são visíveis.

A insígnia da missão foi desenvolvida pelo artista Skip Bradley, de Houston. 
O ônibus espacial Challenger é desenhado subindo no céu através das nuvens em busca de novos conhecimentos no campo das astronomias solar e estelar, com sua carga Spacelab 2. 
As constelações Leo e Orion estão nas posições em que elas se localizarão relativamente ao Sol durante o voo. As dezenove estrelas significam que este será o décimo nono voo de um ônibus espacial.